# High frame rate
High frame rate (HFR) is een beeldsnelheid (in beelden per seconde, Engels: frames per second, fps) hoger dan gebruikelijke standaarden voor de opkomst van deze technologie. Doorgaans wordt hiermee geduid op de beeldsnelheid van bioscoopprojecties die het dubbele is van de daarvoor gangbare 24 beelden per seconde, waarmee met HFR dan 48 beelden per seconde wordt bedoeld. De high-frame-rate-technologie resulteert in een vloeiendere beeldopvolging die rustgevender is voor de ogen en wordt door de kijker ervaren als van hogere kwaliteit.

## Eerder gangbare beeldsnelheden
De gangbare snelheden ten tijde van de opkomst van HFR waren: 24 beelden per seconde voor bioscoopprojectie, 25 (interlaced) voor de PAL tv-standaard of 30 (interlaced) voor de NTSC tv-standaard, de helft van de frequentie van de netspanning. Bij bioscoopprojectie duidt high frame rate doorgaans op ten minste de dubbele snelheid van de conventionele beeldsnelheid, dus 48 beelden per seconde. Afhankelijk van de standaard kan HFR voor TV zo hoog zijn als 60 beelden per seconde (non-interlaced), en voor digitale filmstandaarden die gebruikt worden voor het afspelen van films op computers of andere mediaspelers kan de frame rate zo hoog oplopen als dat de reken- en beeldweergaveprestaties van die systemen toelaten.

## Geschiedenis van beeldsnelheid

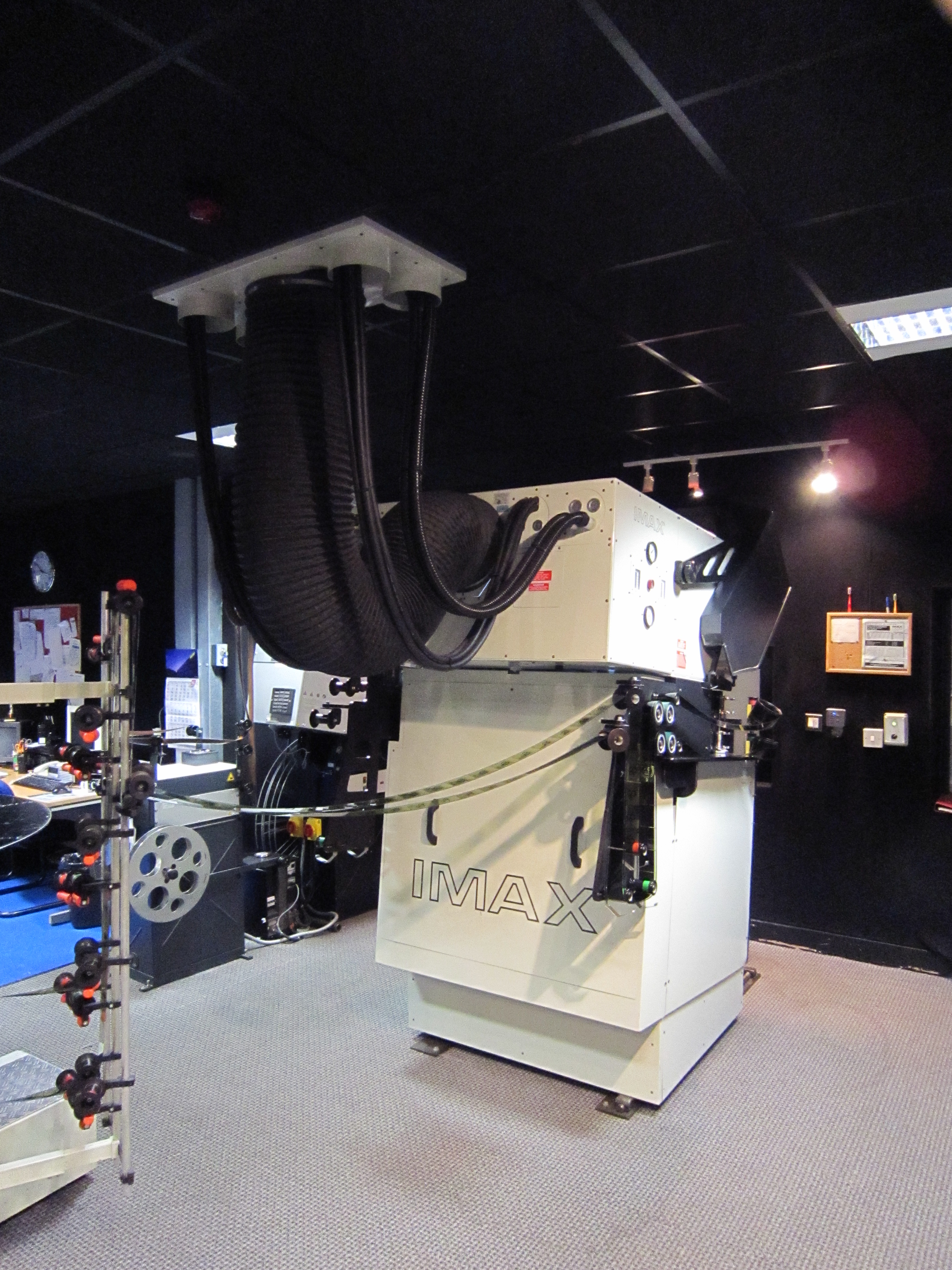
Een IMAX-filmprojector

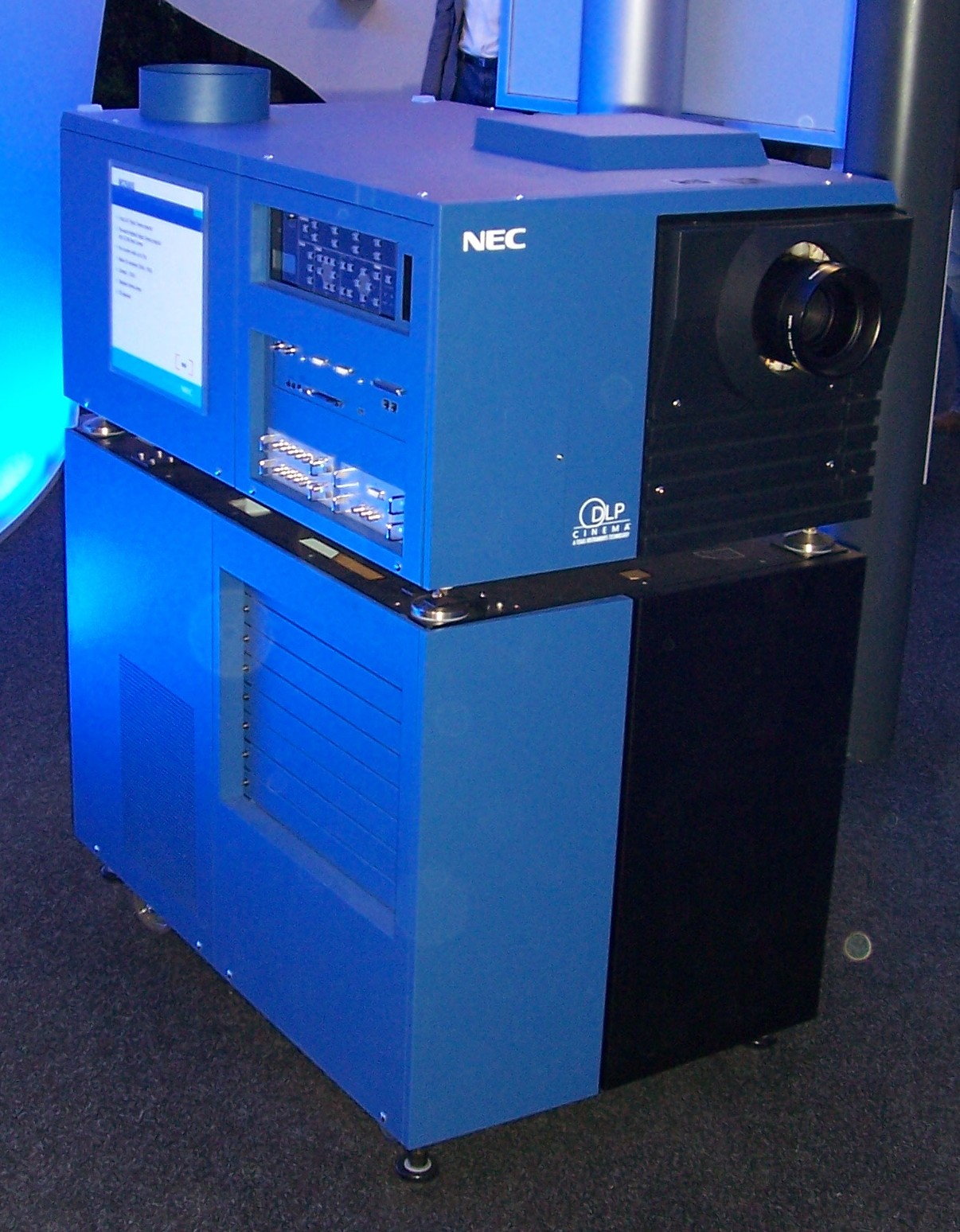
Een digitale bioscoopprojector van NEC

In het begin van de cinematografie of filmtechniek, werd de beeldsnelheid van filmcamera's nog met de hand bepaald door het draaien aan een slinger die het mechaniek in de camera deed draaien en de sluiter open en dicht liet gaan. De eerste films van Thomas Edison werden gemaakt met een snelheid van 40 beelden per seconde, terwijl de films die de gebroeders Lumière maakten op 16 beelden per seconde werden gedraaid. Na of door de introductie van films met (synchroon) geluid kwam de industriestandaard uiteindelijk uit op 24 beelden per sconde voor projectiefilms.
Er zijn sindsdien diverse vroege initiatieven geweest om films met een hogere beeldsnelheid op te nemen en te projecteren (waaronder Todd-AO, Showscan en Maxivision), waarvan uiteindelijk alleen IMAX HD (70mm film - de breedte van de filmstrook) bij 48 beelden per seconde wereldwijd en commercieel stand heeft gehouden als industriestandaard.

## Bioscoopprojectie
Vóór de opkomst van (analoge) IMAX HD-filmprojectie en de hedendaagse digitale filmprojectiesystemen in bioscopen (waar geen film prints meer gebruikt worden, maar waarbij de films afgespeeld worden vanaf digitale opslagmedia), werden filmstroken (in het begin celluloid, later transparante kunststof alternatieven wegens de brandbaarheid van celluloid) van 35mm breedte gebruikt. De films werden afgespeeld met een snelheid van 24 beelden per seconde, waarbij elk beeld tweemaal geprojecteerd werd (twee belichtingen door de lichtbron per beeld tijdens de projectie) om de perceptie van geknipper of geflikker te verminderen. Zo wordt wel eens schertsend gezegd dat in de bioscoop de helft van de tijd naar een zwart scherm wordt gekeken.
Nu bioscopen meer en meer gebruik maken van digitale projectiesystemen en -standaarden, zijn zij – binnen de prestatiemogelijkheden van deze systemen – daarmee in theorie staat om de films af te spelen met de of elke beeldsnelheid waarmee deze is opgenomen of uiteindelijk gemasterd is. Echter, nog lang niet alle bioscoopsystemen zijn al in staat om films op HFR-standaard te vertonen. Mede daarom worden films die op HFR geschoten zijn, veelal ook in geconverteerde versies van 24 beelden per seconde uitgebracht om zo ook geschikt te zijn voor vertoning op systemen die (nog) niet in staat zijn om te projecteren met de hogere beeldsnelheid.

## Televisie, HDTV
In de standaarden PAL en NTSC worden beelden weergeven met een snelheid van 25 respectievelijk 30 beelden per seconde, ver onder high frame rate; bovendien worden de beelden bij deze technieken interlaced opgevolgd of opgebouwd, dat wil zeggen, bij elke beeldweergave wordt slechts de helft van het beeld getoond, alternerend de oneven en de even beeldlijnen, zodat er feitelijk slechts 12,5 respectievelijk 15 volledige beelden per seconde worden weergegeven. In de HDTV-standaarden is mede voorzien in – naast interlaced weergave – zogenoemde progressive weergave van ofwel 50 dan wel 60 beelden per seconde, waarbij ook daadwerkelijk 50 respectievelijk 60 volledige beelden per seconde worden weergegeven. Zodoende is dit wel high frame rate.

## Streaming media, computers en andere afspeelapparaten
Voor deze categorie bestaan er talloze standaarden waarin dergelijke media kunnen worden aangeboden en/of worden afgespeeld, en ook (progressive) beeldsnelheden van 48 beelden per seconde of nog veel hoger behoren daartoe. Er zijn ook technieken en algoritmen die voor media met oorspronkelijk lage(re) beeldsnelheden met behulp van bijvoorbeeld interpolatie tussenliggende beelden kunnen genereren (motion-interpolation) tussen de werkelijk bestaande beelden (de zogenoemde key frames) en op die wijze kunnen resulteren in een progressive weergave van films/media met een beeldsnelheid van 48 beelden per seconde of hoger. In al deze gevallen is er sprake van high frame rate.